# Большеглазки (амфибии)

Phrynomantis bifasciatus

Большеглазки (лат. Phrynomantis) — род бесхвостых земноводных из семейства узкоротов, обитающих в Африке южнее Сахары.

## Описание
Зрачки округлые, может преобладать как вертикальный, так и горизонтальный диаметр. Язык большой, удлиненный. Нёбные зубы отсутствуют. Грудина хрящевая.

## Классификация
На ноябрь 2018 года в род включают 5 видов:
- Phrynomantis affinis Boulenger, 1901
- Phrynomantis annectens Werner, 1910
- Phrynomantis bifasciatus (Smith, 1847) — Краснополосый узкорот
- Phrynomantis microps Peters, 1875
- Phrynomantis somalicus (Scortecci, 1941)